# Eversione dell’asse ecclesiastico
Die Eversione dell’asse ecclesiastico (dt. Zerstörung des Kirchenvermögen) bezieht sich auf zwei Gesetze des Königreichs Italien und deren wirtschaftliche Auswirkungen, nämlich des Königlichen Dekrets Nr. 3036 vom 7. Juli 1866 zur Aufhebung der religiösen Orden und Kongregationen (in Ausführung des Gesetzes Nr. 2987 vom 28. Juni 1866) und des Gesetzes Nr. 3848 vom 15. August 1867, das die Konfiszierung der im Laufe der Jahrhunderte von den religiösen Körperschaften angehäuften landwirtschaftlichen Grundstücke anordnete („kirchliches Vermögen“). Dem Königlichen Dekret Nr. 3036 vom 7. Juli 1866 folgte die entsprechende Durchführungsverordnung, die durch das Dekret Nr. 3070 vom 21. Juli 1866 genehmigt wurde.
Der Begriff „eversion“ leitet sich von der lateinischen Wurzel evertĕre ab und bedeutet „niederreißen, umstürzen, unterdrücken“. Der Begriff „asse“, vom lateinischen as, assis = Münze, bedeutet „Vermögen“. Der Ausdruck bezeichnet also die Enteignung des Grundbesitzes religiöser Körperschaften als Beschneidung der Grundherrschaft der katholischen Kirche. Er wurde sowohl in den vorbereitenden Entwürfen als auch im Gesetz von 1866 selbst verwendet, in den späteren Gesetzen jedoch durch den Ausdruck „Liquidation des kirchlichen Vermögens“ abgemildert, eine Terminologie, die den konfiskatorischen Charakter verschleiert, aber ihre Entsprechung in der größeren Mäßigung der Gesetze selbst findet. Die neue Terminologie sollte darauf hinweisen, dass das Ziel der Gesetzgebung darin bestand, die Kirche zu zwingen, ihren Grundbesitz zu veräußern, z. B. durch Umwandlung in Staatsanleihen. Das eigentliche Ziel des Gesetzgebers war also die Ausweitung der staatlichen Kontrolle über die Kirche.
Inspiriert von der Ideologie des Jurisdiktionalismus (der Jurisdiktionalismus betrachtete den Souverän auch als substanziellen Eigentümer aller kirchlichen Güter), blieben die Gesetze zur Unterdrückung der kirchlichen Vermögen bis 1929, dem Jahr der Lateranverträge, in Kraft.

## Historischer Hintergrund
Die antiklerikalistische Politik des Königreichs Sardinien begann mit dem Gesetz Nr. 878 vom 29. Mai 1855, das zahlreichen religiösen Orden die zivile Anerkennung entzog und ihr Vermögen beschlagnahmte. Dieses Vorgehen war bereits in anderen Staaten praktiziert worden, so zum Beispiel im Großherzogtum Toskana mit den leopoldinischen Klosteraufhebungen ab 1786 und im napoleonischen Frankreich und den von ihm kontrollierten Gebieten (darunter auch Italien) ab 1808, wo das Vermögen der aufgehobenen Orden en bloc in die Verwaltung eines kirchlichen Fonds überging. Mit dieser Maßnahme begann das Königreich Sardinien in das Privateigentum einzugreifen.
| Beschlagnahmte Güter im Königreich Sardinien im Jahr 1855                                           | Beschlagnahmte Güter im Königreich Sardinien im Jahr 1855 | Beschlagnahmte Güter im Königreich Sardinien im Jahr 1855 | Beschlagnahmte Güter im Königreich Sardinien im Jahr 1855 | Beschlagnahmte Güter im Königreich Sardinien im Jahr 1855 |
| Menge                                                                                               | Art                                                       | Anzahl Personen                                           | Kategorie                                                 | Jährliche Einnahmen (in Lire)                             |
| --------------------------------------------------------------------------------------------------- | --------------------------------------------------------- | --------------------------------------------------------- | --------------------------------------------------------- | --------------------------------------------------------- |
| 66                                                                                                  | Klöster auf dem Festland                                  | 772                                                       | Mönche                                                    | 770.000                                                   |
| 46                                                                                                  | Klöster auf dem Festland                                  | 1085                                                      | Schwestern                                                | 592.000                                                   |
| 40                                                                                                  | Klöster auf Sardinien                                     | 489                                                       | Mönche und Nonnen                                         | 369.000                                                   |
| 182                                                                                                 | Spirituelle Klöster                                       | 3145                                                      | Mönche                                                    | _                                                         |
| 65                                                                                                  | kirchliche Gebäude                                        | 680                                                       | Priester                                                  | 550.000                                                   |
| 1700                                                                                                | kirchliche Leistungen                                     | 1700                                                      | Geistliche                                                | 1.370.000                                                 |
| Quelle: Frederick Martin: The Statesman's Year-Book. Macmillan And Co., 1882, S. 316 (archive.org). |                                                           |                                                           |                                                           |                                                           |

Insgesamt wurden 2.099 kirchliche Güter beschlagnahmt, von denen 7.871 Ordensleute betroffen waren, was einem Jahreseinkommen von 3.641.000 Lire entsprach.
Diese Bestimmung wurde 1859 auf die ehemalige Gesandtschaft der Romagne, die Herzogtümer und später auf die anderen Gebiete, die dem Staat Savoyen angegliedert wurden, ausgedehnt.
Eine zweite einschränkende Maßnahme war das Gesetz Nr. 794 vom 21. August 1862, das dem Kirchenfonds den materiellen Besitz der verfallenen Güter entzog und sie dem staatlichen Vermögensamt übertrug. Wie vom Parlament beschlossen, wurde ein großer Teil der aus dieser Beschlagnahmung stammenden Gelder von der Regierung des neuen Staates für Ausgaben im öffentlichen Schulwesen verwendet.
1866 sah sich das junge Königreich Italien mit einem schwierigen und kostspieligen Krieg gegen Österreich konfrontiert (Dritter Unabhängigkeitskrieg). Aufgrund der enormen Kriegsausgaben stieg das Staatsdefizit auf 721 Millionen, eine Zahl, die bis dahin noch nie erreicht worden war. Die Antwort des Staates auf die schwere Finanzkrise und die Notwendigkeit weiterer Kredite von britischen Bankiers war die Beschlagnahmung von Kircheneigentum.
Die Konfiszierungen verschärften den politischen Konflikt mit dem Heiligen Stuhl, der seinen Ursprung in der Römischen Frage hatte und erst mit der Unterzeichnung der Lateranverträge 1929 beigelegt werden konnte.
Um einen gewissen Ausgleich für die Liquidation der Immobilien zu schaffen, den die katholische Kirche von 1810 (mit den napoleonischen Gesetzen) bis Ende 1871 erlitten hatte, verpflichtete sich das Königreich Italien, die Pfarrer, die kirchliche Pfründe innehatten, mit der „Kongrua“ zu entschädigen.
Der 1866/67 vollzogene Vermögensentzug war kein Einzelfall: Bereits 1861 hatte der Staat mit der Aufteilung des Gemeindebesitzes und 1862 mit dem Gesetz über die Veräußerung von Staatseigentum begonnen, die Besitzverhältnisse zu beeinflussen. Nach der Einnahme Roms 1870 dehnte Ministerpräsident Giovanni Lanza die Enteignung kirchlichen Besitzes auch auf die Gebiete des ehemaligen Kirchenstaates und damit auch auf Rom aus, das mit dem Gesetz 1402 vom 19. Juni 1873 zur neuen Hauptstadt des geeinten Staates bestimmt worden war.

## Inhalt des Regelwerks
Die beiden Gesetze zur Liquidation des kirchlichen Vermögens wurden 1866 und 1867 verabschiedet:
1. Durch das königliche Dekret Nr. 3036 vom 7. Juli 1866 wurde allen Orden, Korporationen, Ordensinstitute, Konservatorien und Klausuren, die ein gemeinschaftliches Leben führten und kirchlichen Charakter hatten, die Anerkennung (und damit die Vermögensfähigkeit) entzogen. Das bewegliche und unbewegliche Vermögen der aufgehobenen Organisationen wurde vom Staat eingezogen, mit Ausnahme der ausdrücklich vorgesehenen Ausnahmen (z. B. Gebäude, die dem Gottesdienst dienten). Zur Verwaltung des Vermögens wurde der Kultusfonds (heute: Fondo Edifici di Culto) eingerichtet. Auch die Immobilien der nicht von der Maßnahme betroffenen Körperschaften mussten in das Buch der Staatsschulden eingetragen und in Einkünfte zu einem Satz von 5 % umgewandelt werden. Die Einnahmen wurden vom Kultusfonds verwaltet. Außerdem wurde das Eigentumsverbot für alle kirchlichen Körperschaften mit Ausnahme von Pfarreien, Bischofssitzen, Priesterseminaren und Gotteshäusern verhängt. Auf diese Weise wurde „in ganz Italien eine große Anzahl ländlicher Grundstücke öffentlich versteigert; viele nichtpfarrliche Kirchen wurden für den Gottesdienst geschlossen und für zivile Zwecke umgewandelt; Klöster und Stifte wurden in Schulen und Gefängnisse umgewandelt“.[5] Jede Form von Widerstand gegen die Einziehung und jede unvollständige Inventarisierung konnte strafrechtlich geahndet werden.[6] Nach Gianpaolo Romanato „stellen diese Artikel die Realität auf den Kopf, indem sie das Opfer zum potentiellen Täter machen“ und „den im Wesentlichen schikanösen Charakter des Gesetzes offenbaren“.[7]
2. Das Gesetz Nr. 3848 vom 15. August 1867 löste unterschiedslos alle kirchlichen Institutionen auf, sowohl die moralischen als auch die kultischen: die Diözesen, die Ordensinstitute, die Dom- und Stiftskirchenkapitel. Sie wurden aufgehoben, weil der Staat sie für das religiöse Leben des Landes als überflüssig erachtete. Ausgenommen von dieser Maßnahme waren lediglich die Priesterseminare, die Kathedralen, die Pfarreien, die Kanoniker, die Pfarrverwaltungen und die Ordinariate. Die übrigen Einrichtungen wurden mit einer Sondersteuer von 30 % belegt, was ihre finanzielle Lage erheblich verschlechterte.

Die vom Staat aufgegebenen Klostergebäude wurden entweder verkauft oder den Gemeinden und Provinzen überlassen (Gesetz von 1866, Art. 20), mit der Auflage, sie innerhalb eines Jahres nach der Inbesitznahme für öffentliche Zwecke zu verwenden. Insgesamt wurden mehr als 3 Millionen Hektar (allein 2,5 Millionen Hektar im Süden) auf den Markt geworfen und in einer von Historikern und Juristen gleichermaßen kritisierten Weise zu Spottpreisen an das Großbürgertum verkauft.

## Finanzielle Auswirkungen
| Von der katholischen Kirche beschlagnahmte Immobilien am 31/12/1877                                                                                  | Von der katholischen Kirche beschlagnahmte Immobilien am 31/12/1877 | Von der katholischen Kirche beschlagnahmte Immobilien am 31/12/1877 | Von der katholischen Kirche beschlagnahmte Immobilien am 31/12/1877 |
| Organisation |                                                                     | Erträge aus Immobilien (in Lire)                                    | Erträge aus beweglichen Vermögen (in Lire)                          |
| --- | ------------------------------------------------------------------- | ------------------------------------------------------------------- | ------------------------------------------------------------------- |
| Religiöse Körperschaften | 2.179                                                               | 6.861.598                                                           | 7.799.623                                                           |
| Sonstige kirchliche Einrichtungen | 34.852                                                              | 8.847.946                                                           | 7.767.139                                                           |
| Quelle: Danilo Breschi, Le leggi di liquidazione dell’asse ecclesiastico nel biennio 1866-1867: un iter complesso e una soluzione traumatica, S. 35. |                                                                     |                                                                     |                                                                     |

### Norditalien
Insgesamt war das Ergebnis der Enteignung für den Staat unbefriedigend. Die massive Versteigerung von Vermögenswerten führte zu einem allgemeinen Preisverfall auf dem Immobilienmarkt. Die beim Staat verbliebenen Immobilien für Kasernen, Schulen und öffentliche Ämter waren nur von begrenztem Nutzen: Es handelte sich um Gebäude, die für andere Zwecke gebaut worden waren, oft groß und an abgelegenen Orten.
Die religiösen Einrichtungen versuchten ihrerseits, die vom Gesetz gebotenen Möglichkeiten zu nutzen, um ihre Aktivitäten aufrechtzuerhalten. Einige versuchten, den sozialen und nicht streng religiösen Charakter ihrer Arbeit hervorzuheben, und fanden so oft Akzeptanz für ihre Anliegen. Andere Ordensinstitute organisierten sich, indem sie Privatpersonen, sowohl Laien als auch Geistliche, zum Kauf ihrer Liegenschaften veranlassten, oder indem sie spezielle Gesellschaften gründeten: von den Tontinen, die eine Verringerung der Erbschaftssteuer ermöglichten, bis hin zu den moderneren Aktiengesellschaften. Zu letzteren gehörten die Società anonima San Giuseppe, die Società anonima San Pietro, die Società anonima Proprietà Fondiarie, die Società ligure-emiliana di beni immobili, die Società anonima per azioni San Paolo und die Immobiliare Valtellinese. Diese finanziellen Engagements waren vor allem in den nördlichen Regionen wirksam, während sie in den südlichen Regionen, die von den Beschlagnahmungen des Risorgimento stärker betroffen waren, nur sporadisch erfolgten.
Der Unternehmergeist durchdrang also das katholische Umfeld Norditaliens, so dass in den 1870er und 1880er Jahren ländliche Banken und Kreditinstitute wie die Banca di Valle Camonica, die Banca San Paolo di Brescia und die Banco di Sant'Ambrogio gegründet wurden.

### Süditalien
Die Aufhebung zahlreicher religiöser Orden hatte negative Auswirkungen auf die Macht der kirchlichen Institutionen im ehemaligen Königreich Neapel: Die beiden Gesetze von 1866 und 1867 brachten Gewinne für die Staatskasse und ermöglichten die Umverteilung einer enormen Menge an Grundbesitz. Eines der Ziele der Säkularisierungsgesetze war die allgemeine Privatisierung. Das Ziel der Entlastung der ärmeren Bevölkerungsschichten konnte durch die Art und Weise, wie die Konfiszierung der Kirchengüter durchgeführt wurde, jedoch nicht erreicht werden, da diese in den meisten Fällen keinen Zugang zu den Verkäufen hatten und sogar davon ausgeschlossen waren, da festgelegt wurde, dass die „nationalen Güter“ „ausschließlich“ an die Staatsgläubiger verkauft werden sollten (im Austausch gegen die Rückgabe der Staatsschuldtitel).
Die Folge war, dass die neuen Besitztümer in die Hände weniger Privilegierter gelangten: Angehörige der Bourgeoisie, hohe Staatsbeamte und zum Teil auch der bereits wohlhabende Adel.

Vor allem in den ländlichen Gebieten führte die Auflösung des Feudalismus dazu, dass die alten Feudalherrn langsam zu alleinigen Eigentümern wurden. Wenigen Privilegierten gelang es, sich Staats- und Kirchengüter anzueignen, was die Lage der bäuerlichen Landbevölkerung (die im Süden 90 % der Bevölkerung ausmachte) erheblich verschlechterte. Die neuen Besitztümer wurden eingezäunt und ihre Nutzung beschnitten, d. h. alle Nutzungsrechte, wie das Weiden von Schafen, das Sammeln von Holz oder Gras (Weiderechte, Wald, Grünland).
Dies waren die Voraussetzungen für die Entstehung großer und neuer unveräußerlicher Güter: Das neu gegründete Königreich Italien kümmerte sich (auch aus Haushaltsgründen) sofort um die Liquidierung der von der Kirche enteigneten Ländereien (die so genannte asse ecclesiastico), versäumte es aber, den Bauern des Südens den Grundbesitz neu zuzuweisen, der sich stattdessen weiter in den Händen der Agrarbourgeoisie anhäufte (die, nachdem sie die vollständige Kontrolle über die lokalen Verwaltungen erlangt hatte, sich auch den Rest des staatlichen und kommunalen Grundbesitzes aneignete).

## Soziale Auswirkungen
Die Feudalherrschaft war zwar abgeschafft, aber nur auf dem Papier: Die Sozialstruktur blieb weitgehend zutiefst feudalistisch und bestand de facto in Form von Latifundien („manomorta“) fort. Diese neue Sozialstruktur schuf eine schwierige Situation, die schon bald eine entscheidende Verschärfung der polizeilichen Kontrolle über die Masse der ehemaligen Bauern auf dem Lande erzwang, was auch der italienischen Bandenkriminalität nach der Wiedervereinigung Vorschub leistete.
Dies war einer der Gründe, die die Problematik des Südens begleiteten: 1878, kaum ein Jahrzehnt nach dem Inkrafttreten der Liquidationsgesetze, schrieb Pasquale Villari in seinen Lettere meridionali (dt. Briefe aus dem Süden) von der Notwendigkeit, „die unteren Schichten, die sich in einigen Provinzen Italiens in einem für ein zivilisiertes Volk beschämenden Zustand befänden, zu fördern“, und betonte, „dass dies im Interesse der Reichen wie der Armen zur obersten Pflicht geworden sei, um das Entstehen von Gefahren zu vermeiden, an die niemand denke.... Wir müssen an sie denken, bevor es die Massen tun“.
Die Wissenschaftlerin Angela Pellicciari schreibt: „Die sozialen Folgen der umstürzlerischen Gesetze waren auch diese: Im Namen der Freiheit wurde 57.492 Personen (Ordensleuten) alles genommen, was sie besaßen: ihre Betten, Möbel, Dächer, Kultgegenstände, Archive, Bibliotheken, Grundstücke, alles. Dasselbe geschah mit 24.166 religiösen Stätten, die nicht mehr der direkten Linderung der Armut dienten. Der Staat steigerte seine Finanzen, aber die Bürger gewöhnten sich daran, den Staat als Eindringling zu betrachten, gegen den sie sich verteidigen mussten oder dem sie gleichgültig gegenüberstanden. Auch dies war ein Grund für die Abkehr der Italiener vom Staat, der Gewalt anwendet!“

## Kirchliche Auswirkungen
Die Konfiszierung eines Großteils der kirchlichen Güter an der Peripherie führte zu einer zentralistischen Kirchenreform. Gianpaolo Romanato schreibt: „Innerhalb weniger Jahrzehnte wurde aus einem faktischen Bund nationaler Kirchen, der noch in der zweiten Hälfte des 18. Jahrhunderts bestanden hatte, eine kompakte internationale Organisation, die disziplinarisch und theologisch dem Papst und der Kurie unterstand. Rom wurde zur Quelle der Macht, zum Zentrum der theologisch-kanonistischen Gedankenbildung und zum Ort der Ausbildung von "Führungskräften“.
Giancarlo Rocca stellt fest, dass „die Gesetze von 1866 und 1873 keinen religiösen Orden aufgelöst haben und dass kein religiöser Orden infolge dieser Gesetze verschwunden ist“.
Auch an der Peripherie haben sich die religiösen Vereinigungen in Übereinstimmung mit den neuen Rechtsformen, die von den Gesetzen vorgesehen waren, neu organisiert und sich neuen Aufgaben zugewandt: Kindergärten, Oratorien, Schulen, Waisen, Missionen in den neuen Kontinenten, Presse usw. Francesco Crispi räumte 1895 in einer Rede vor der Abgeordnetenkammer ein, dass der Staat den Kampf gegen die Orden verloren habe.

## Auswirkung auf historische Monumente
Die Gesetze von 1866 und 1867 sahen keine besondere Form des Schutzes des Kunstbesitzes von Kirchen und anderen klösterlichen Gebäuden vor, obwohl die mit dem Verkauf beauftragten staatlichen Vermögensverwalter besondere Bedingungen festlegen konnten, die sie für die Erhaltung des Vermögens, das Denkmäler, Kunstgegenstände usw. enthielt, für erforderlich hielten. Tatsächlich kam es zu einer enormen Zersplitterung der Kunstwerke. Ihr ursprünglicher kulturhistorischer Kontext wurde oft zerstört oder schlicht vergessen. Nur die wichtigsten Kunstwerke wurden in Provinzmuseen untergebracht.
Um diese katastrophalen Folgen zu vermeiden, wurden, zumindest im Fall von Gebäuden von außergewöhnlichem künstlerischem Wert, die Abteien von Montecassino, Cava dei Tirreni, San Martino delle Scale und die Certosa von Pavia durch Artikel 33 des königlichen Dekrets 3036 zu „Nationaldenkmälern“ erklärt.
Derselbe Artikel sah vor, dass auch anderen monumentalen Komplexen die gleiche Einstufung zuerkannt werden kann. Gemäß Artikel 5.4 der Durchführungsverordnung des Gesetzes wurde die Ernennung vom Verwaltungsrat des Fonds für Kulturgüter vorgenommen und vom Minister für Justiz und religiöse Angelegenheiten auf der Grundlage eines Berichts des Direktors des Fonds genehmigt. Das Gesetz Nr. 3848 sah dann vor, dass die Ernennung durch Königlichen Erlass erfolgen sollte. Der Königliche Erlass Nr. 917 vom 5. Juli 1882 änderte die Bestimmungen dahingehend, dass die Benennung der nationalen Denkmäler im Einvernehmen mit dem Minister für das öffentliche Unterrichtswesen erfolgen musste.
Durch ein königliches Dekret vom 15. August 1869 wurden fünfzehn Gebäudekomplexe zu Nationaldenkmälern erklärt, darunter die Kirche und der Kreuzgang von San Nicolò l’Arena in Catania, während 1877 Mittel für sieben weitere Nationaldenkmäler in den Haushalt des Kulturfonds aufgenommen wurden. Es handelte sich also um vereinzelte Eingriffe, die nur in Ausnahmefällen vorgenommen wurden.
Das Gesetz verpflichtete die Regierung, die zu Nationaldenkmälern erklärten Gebäudekomplexe zu erhalten, wobei die Kosten vom Kulturfonds zu tragen waren. Diese Verpflichtung beschränkte sich nicht nur auf das Gebäude selbst, sondern erstreckte sich auch auf alle angrenzenden Elemente („Nebengebäude, Bibliotheken, Archive, Kunstgegenstände, wissenschaftliche Instrumente und dergleichen“).